# John Mercer Johnson

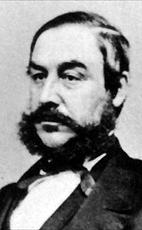
John Mercer Johnson

John Mercer Johnson (* Oktober 1818 in Liverpool, Großbritannien; † 9. November 1868 in Chatham, New Brunswick) war ein kanadischer Politiker. Als einer der Väter der Konföderation gehört er zu den Wegbereitern des 1867 gegründeten kanadischen Bundesstaates. Nachdem er der Regierung von New Brunswick angehört hatte, war er von 1867 bis zu seinem Tod Abgeordneter des Unterhauses.

## Biografie
Johnsons gleichnamiger Vater wanderte 1818 nach New Brunswick aus, wo er als Händler und Auktionator tätig war. 1821 zog die übrige Familie ebenfalls dorthin. Nach der Schulzeit studierte Johnson Rechtswissenschaft und erhielt 1838 die Zulassung als Rechtsanwalt. Er war Mitglied mehrerer wohltätiger Institutionen und hatte verschiedene Ämter auf lokaler Ebene inne, zu seinen Kanzleipartnern gehörte unter anderem Peter Mitchell. Im Juli 1850 wurde Johnson in die Legislativversammlung von New Brunswick gewählt, wo er auf Seiten der Liberalen für die vollständige Selbstverwaltung der Kolonie eintrat. In Charles Fishers Regierung war er von November 1854 bis Mai 1856 Justizminister, von Juni 1857 bis November 1858 Postminister. Samuel Leonard Tilley berief Johnson 1862 ebenfalls in die Regierung, als Attorney General.
Im September bzw. Oktober 1864 nahm Johnson als Delegierter an der Charlottetown-Konferenz und an der Québec-Konferenz teil, wo über die Bildung eines kanadischen Bundesstaates verhandelt wurde. Angesichts des heftigen Widerstands der Anti-Confederation Party verloren Johnson und zahlreiche seiner Mitstreiter im Februar 1865 ihren Parlamentssitz. Doch nach nur einem Jahr gelangten die Befürworter der Kanadischen Konföderation wieder an die Macht. Daraufhin nahm er im Dezember 1866 an der Londoner Konferenz, um die letzten Details des Zusammenschlusses zu klären. Johnson trat im September 1867 als Kandidat der Liberalen Partei zur ersten kanadischen Unterhauswahl an und siegte im Wahlbezirk Northumberland. Etwas mehr als ein Jahr später verstarb er.

## Nachwirkung
Die kanadische Regierung, vertreten durch den für das Historic Sites and Monuments Board of Canada zuständigen Minister, ehrte Johnson am 29. Mai 1939 für sein Wirken als einer der Väter der Konföderation und erklärte ihn zu einer „Person von nationaler historischer Bedeutung“.